# پیتاب (افغانستان)
پیتاب (به لاتین: Pitab) یک منطقهٔ مسکونی در افغانستان است که در ولایت بدخشان واقع شده‌است.